# Mesa Redonda
Mesa Redonda är en ort i Mexiko.   Den ligger i kommunen Atltzayanca och delstaten Tlaxcala, i den sydöstra delen av landet, 130 km öster om huvudstaden Mexico City. Mesa Redonda ligger 2 589 meter över havet och antalet invånare är 255.
Terrängen runt Mesa Redonda är kuperad åt nordväst, men åt sydost är den platt. Runt Mesa Redonda är det ganska tätbefolkat, med 248 invånare per kvadratkilometer. Närmaste större samhälle är Huamantla, 13,3 km sydväst om Mesa Redonda. Trakten runt Mesa Redonda består till största delen av jordbruksmark.